# Smara
Smara of Es-Semara of Semara is een stad in de door Marokko bezette Westelijke Sahara. Smara is de hoofdplaats van de Marokkaanse provincie Es-Semara.
Het is de enige grote stad in het binnenland van het door Marokko bestuurde gebied. In de anti-koloniale strijd rond 1900 werd Smara tot het religieuze centrum van de oorspronkelijke Saharies en na de bezetting door Marokkaanse troepen in 1975 werd het tot een groot militair kamp, dat als economische factor voor een voortdurende bevolkingstoename heeft gezorgd. Volgens de volkstelling van 2014 woonden er 57.035 inwoners in de stad.

## Omgeving
De omgeving van Smara bestaat, zoals de rest van het land, uit een nagenoeg vegetatieloze vaste steen- en zandwoestijn met op enkele plaatsen oppompbaar drinkwater. Langs de Saguia el Hamra, een van het oosten naar het westen lopende wadi, is op meerdere plaatsen grondwater voorhanden. Smara ligt te midden van deze droge rivierbedding, acht kilometer zuidelijk van de af en toe water bevattende hoofdrivier en ongeveer 170 kilometer voor diens uitmonding in de Atlantische Oceaan bij El Aaiún. De enige boom in de droge rivierbedding rond Smara en alleen hier voorkomend is de Acacia raddiana, een ondersoort van de acacia of vlinderbloemenfamilie, die met zijn door de wind verdraaide stam vanaf vele kilometers afstand te zien is.
Via de weg bedraagt de afstand naar El Aaiún 240 kilometer en naar Tan-Tan, de volgende stad in het noorden op Marokkaans staatsgebied, 245 kilometer.

## Geschiedenis
De eerste nederzetting was vanaf 1869 een rustplek voor karavanen aan een kruising van deze routes tussen de oases in zuidelijk Marokko en Mauritanië. Er was hier immers voldoende water en weiland.
Vanaf 1873 of 1884 leefde hier de moslimgeleerde Mā al-ʿAinin (1830–1910), die als partizanenleider van de nomadenstammen in de oorlog tegen de Franse kolonialen op deze plek geregeld verbleef. De uit de kaste van de Marabouts stammende sjeik verklaarde zich tot opvolger van Moulay Idris en bereikte daardoor de hoogste religieuze status. In 1887 kreeg hij van de Marokkaanse Sultan Hassan I. de titel van Kalief en wapens voor zijn bevrijdingsstrijd. De Spanjaarden waren op dat moment alleen in kleine nederzettingen aan de kust aanwezig. Toen de Fransen het binnenland begonnen binnen te dringen, sloten zich vanaf 1890 vele lokale nomaden aan bij Mā al-ʿAinin. In 1895 verklaarde deze de heilige oorlog (jihad) en trok zich van zijn standplaats oostelijk van Ad-Dakhla op deze strategisch gunstigere, dieper in het binnenland gelegen, karavaanpost terug. In 1898 werd in zijn opdracht in Smara met de bouw van een ribat begonnen. Het was de enige, niet door de koloniale mogendheden bevolen, stadsstichting op het gebied van de Westsahara. Het geld kwam van de opvolger van de Marokkaanse sultan, de jonge Abd al-Aziz, op wie Mā al-ʿAinin religieuze invloed had.
Er ontstond een uit natuursteen opgebouwde vesting (kasbah), met daarin een moskee, zawiya, paleis en karavaanposten. Bij de bouw kregen de ruim 1000 nomaden hulp van handwerkers uit Marokko, het Mauritaanse Adrar en uit de Canarische Eilanden. Het bouwmateriaal (hout en cement) kwam eveneens uit Marokko, het werd met stoomschepen naar Tarfaya verscheept en vervolgens met 1200 kamelen verder vervoerd. De karavanen waren vijf dagen langs de Saguia el Hamra onderweg. De architecten stamden uit Marokko en Mauritanië; uit die landen  – de Wadi Draa en het Adrar-gebied – werden 200 dadelpalmbomen aangevoerd, waarvoor 50 bronnen gegraven werden. In 1902 was het belangrijkste deel van de stad gereed.

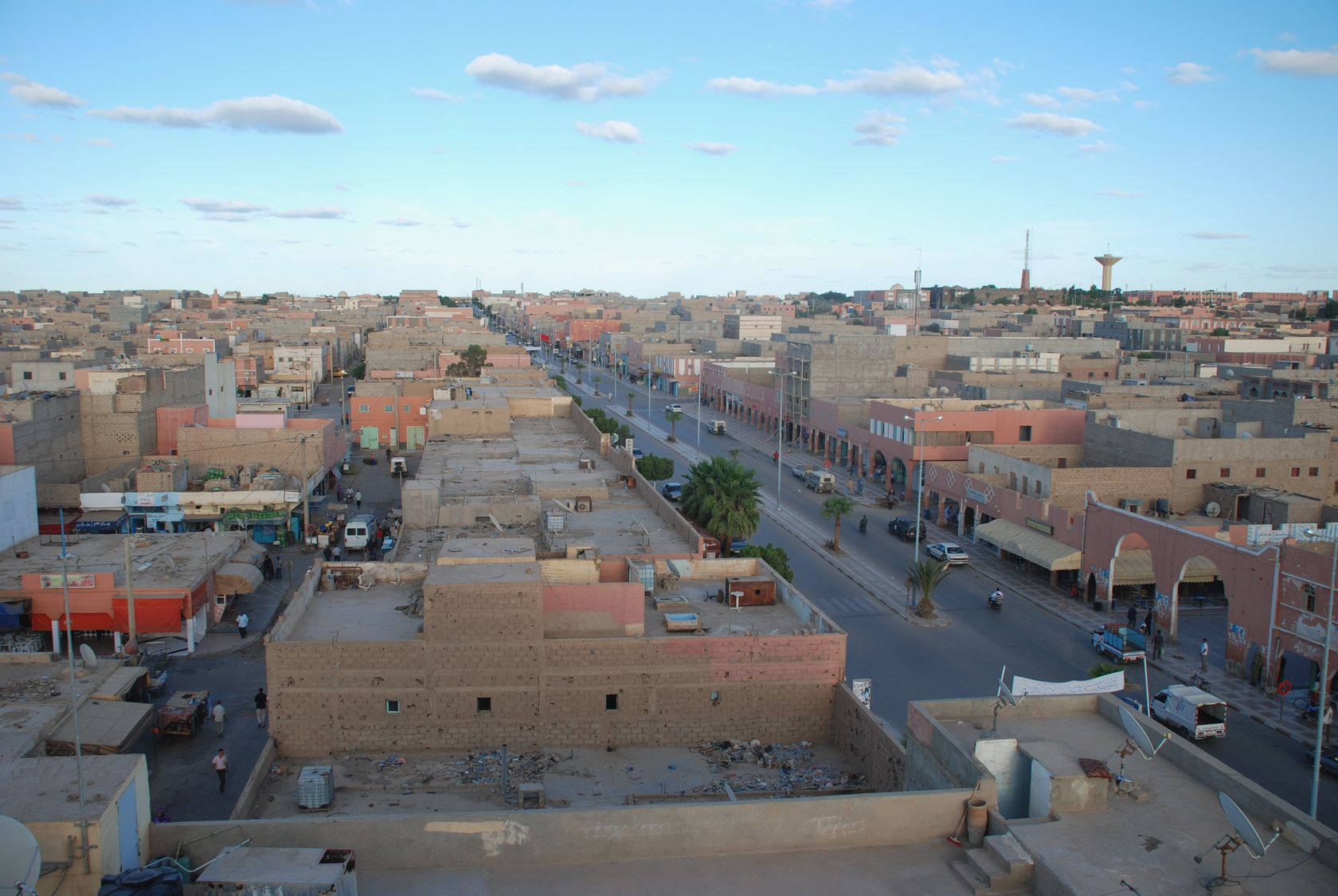
Smara

In de bibliotheek Mā al-ʿAinin werden de ongeveer 300 geschriften van de sjeik bewaard. Smara ontwikkelde zich tot het culturele centrum van de Saharies; uit deze tijd dateert het imago van een "heilige stad“. Toen de militaire zwakte van Mā al-ʿAinin echter duidelijk werd en in 1909 de hulp van de Marokkaanse Sultan uitbleef, verklaarde hij zichzelf tot een door God gekozen sultan en trok in 1910 met zijn leger in de richting van Fez. Op weg daarnaartoe werd hij echter door Franse troepen vernietigend verslagen en stierf nog in het zelfde jaar. In 1913 was de stad praktisch verlaten toen ze, inclusief de moskee en bibliotheek, door een expeditie van Franse troepen onder leiding van kolonel Mouret grotendeels vernietigd werd. Het was de wraak voor een Sahariese plundertocht (ghazzi) tegen de Fransen. Het vandalisme aan de heilige plekken werd door de inheemsen als heiligschennis opgevat. Het antikoloniale verzet werd vervolgens voortgezet door Mā al-ʿAinins zoon el-Hiba en andere nakomelingen, die de facto het Land controleerden. Gewelddadige „bevrijdingsacties“ van Franse en Spaanse troepen in het Spaanse koloniaalgebied vanaf 1930 leidden in 1934 tot een permanente bezetting van de nog steeds verlaten stad. De Spanjaarden richten hier een militaire basis in en namen het bestuur op zich.
De eerste Europeaan, die de voor christenen lange tijd verboden stad Smara bezocht, was in 1930 Michel Vieuchange. Hij stierf kort daarop aan de gevolgen van zijn uitputtende reizen.
De vernietigde gebouwen werden later weer gedeeltelijk opgebouwd. In 1954 restaureerden de Spanjaarden de koepel van de centrale ruimten van Mā al-ʿAinin. In 1957 moesten de Spanjaarden zich uit de stad terugtrekken vanwege een dreigende aanval van opstandelingen van het Bevrijdingsleger van het Zuiden (ALS). In februari 1958 volgde de wederinname door een gecombineerd Frans-Spaans leger als gevolg van Operatie Ouragan. In de 60'er jaren werd Smara met El Aaiún door een asfaltweg verbonden. De inrichting van een bestuur en de bouw van huizen trok  nieuwe bewoners aan en in 1974 was de stad volgens een telling tot 7295 inwoners gestegen.
Na de Madrid-overeenkomst, waarbij de Spanjaarden verklaarden zich terug te trekken uit hun kolonie, marcheerden op 27 november 1975 Marokkaanse troepen plotseling de stad binnen. Op 14 april 1976 ondertekenden de Marokkaanse en Mauritaanse regering vervolgens een overeenkomst, waarbij deze Westsahara tussen beide Landen verdeeld werd. Smara werd de hoofdstad van een van de drie nieuwe Marokkaanse provincies. In Smara waren grote demonstraties tegen de Marokkaanse aanwezigheid, de meeste inwoners vluchtten 1975–1976 in een vluchtelingenkamp verder oostelijk en naar Algerije. Van daaruit leidde het verzetsleger Frente Polisario aanvallen tegen de stad, die echter onder Marokkaanse controle bleef.

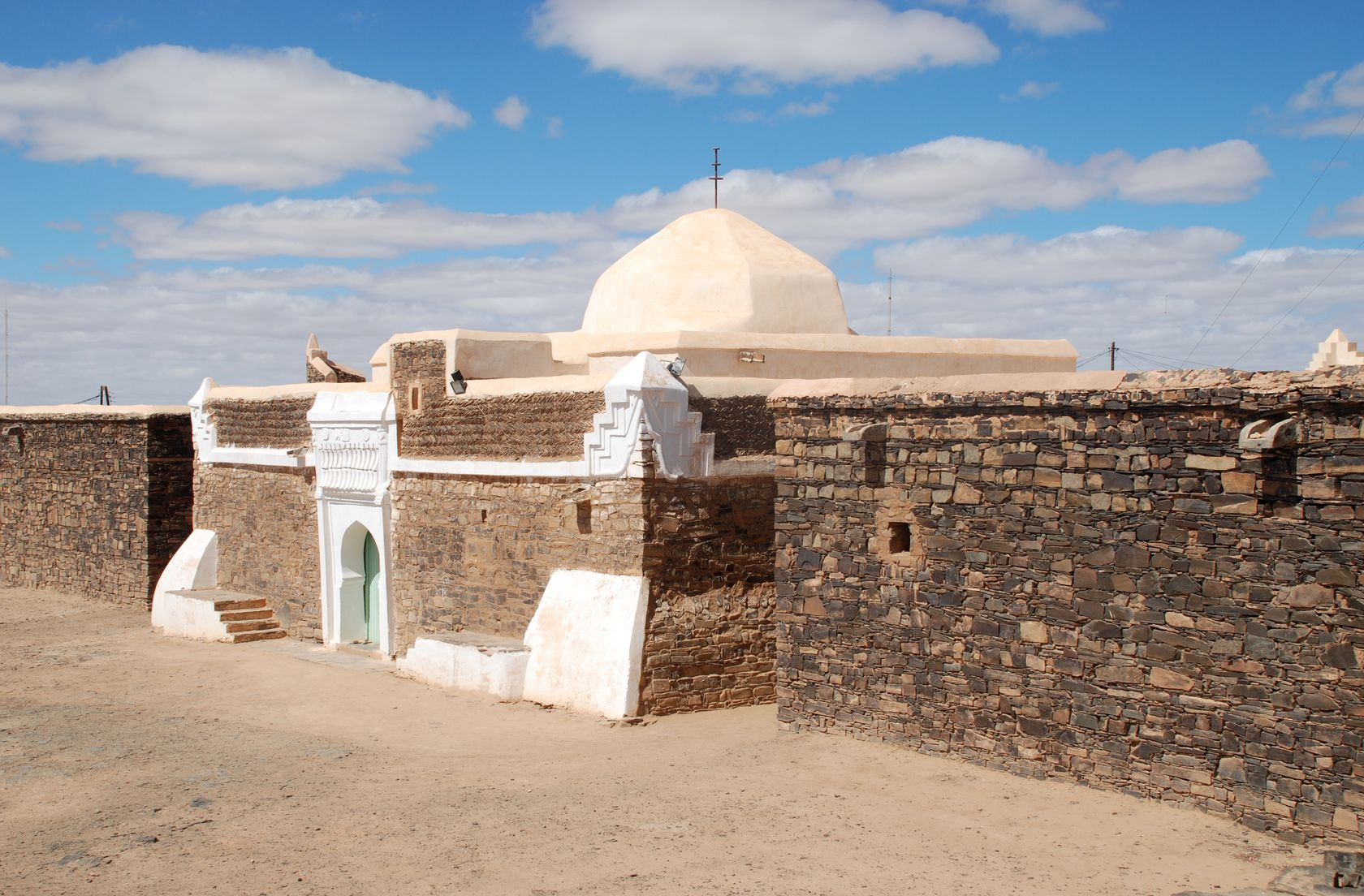
Zawiya van Smara

Alleen in 1979 slaagde het verzetsleger erin kortstondig de Marokkaanse stelling te veroveren. Bij hun overval op 6 oktober evacueerde Polisario ongeveer 700 Saharies en bracht ze onder in een vluchtelingenkamp in het Algerijnse Tindouf. Volgens hun opgave doodden de aanvallers 1269 Marokkaanse soldaten, namen er 65 gevangen en verwoestten 19 pantservoertuigen, 83 vrachtwagens en 114 terreinwagens. Het Marokkaanse ministerie van Informatie zei op 8 oktober dat de aanval was afgeslagen en dat men 375 van de 5000 Saharies gedood had. De volgende dag waren door de inzet van gevechtsvliegtuigen nog 735 guerrilla's omgekomen. Deze aantallen zijn echter niet objectief controleerbaar. Feit is dat Polisario zeer goed uitgerust was voor deze aanval; dat de Marokkaanse commandant bij de gevechten gedood was en dat de Saharies meerdere gevangenen maakten en dat Marokkanen daarentegen geen gevangenen maakten.
Sedert oplevering van de eerste Marokkaanse muur in 1981, die de Westelijke Sehara verdeelt in een door Marokko bestuurd deel en een smalle woestijnstreep in het oosten onder controle van Polisario, waren er geen verdere aanvallen meer op Smara. De weinige buitenlandse bezoekers in de 80'er jaren beschreven Smara als garnizoensstad.

## De stad
De straten zijn grotendeels volgens een vast plan aangelegd. Avenue Mohammed V. is de van het westen naar het oosten door het centrum lopende hoofdstraat. Ze loopt aan de westrand van de stad langs de grote militaire terreinen – herkenbaar aan de lange rijen rozekleurige daken van hun koepels – naar de op ongeveer twee kilometer buiten de stad gelegen luchthaven en in het begin parallel aan de rivierbedding verder richting El Aaiún. Tegenover de militaire terreinen ligt 200 meter noordelijker de door een hoge muur omgeven oude Zawiya Mā al-ʿAinins, waarvan de Qubba (bedevaartplaats/mausoleum van een Soefi-heilige) vooral door vrouwen bezocht wordt.
De oude moskee was tot ongeveer 2008 alleen als ruïne met de buitenmuren en pijleromgangen behouden en wordt sindsdien volledig gerenoveerd. Een rechthoekige binnenhof is op alle vier de zijden door een twee rijen brede arcadegang (Riwaq) omgeven, waarvan het platte dak op kruisvormige rondbogen over octogonale pijlers rust. Dak en pijlers van de bogengangen werden uit beton opnieuw gemaakt.
Haaks op de Avenue Mohammed V. loopt in het centrum de Avenue Hassan II. naar het zuiden. 's Avonds wordt deze straat tot voetgangerszone en flaneerboulevard, die verlevendig wordt door verlichte winkels en nachtmarkten. Richting het noorden eindigt deze straat bij het busstation en de taxistandplaats. In de omgeving bevinden zich zes tot acht eenvoudige hotels. De voortgaande bouwactiviteiten in de buitenwijken hangen samen met het hoge aantal politie en militaire families, de zich niet alleen in de kazernes in en om de stad ophouden, maar ook overal op straat aanwezig zijn.